# Constantijn của Hà Lan
Constantijn Christof Frederik Aschwin, Vương tử Hà Lan, Vương tử Oranje-Nassau, Thiếu chủ nhà Amsberg (tiếng Hà Lan: Constantijn Christof Frederik Aschwin, Prins der Nederlanden, Prins van Oranje-Nassau, jonkheer van Amsberg; sinh 11 tháng 10 năm 1969 tại Utrecht) là con trai thứ ba và là người con nhỏ nhất của Beatrix của Hà Lan và Klaus xứ Amsberg. Cha mẹ đỡ đầu của ông là cựu vương Konstantinos II của Hy Lạp, Hoàng tử Aschwin zu Lippe-Biesterfeld, Axel Freiherr von dem Bussche-Streithorst, Max Kohnstamm và Corinne de Beaufort-Sickinghe. Ông là thành viên của Vương thất Hà Lan và hiện đang xếp thứ 4 trong dòng kế vị ngai vàng của Vương quốc Hà Lan.

## Cuộc sống và Giáo dục
Vương tử Constantijn có hai anh trai là Quốc vương Willem-Alexander và Vương tử Friso. Ông có biệt hiệu là Tijn.

## Liên kết
- Royal Family of the Netherlands Lưu trữ ngày 9 tháng 4 năm 2009 tại Wayback Machine
- Official page created by the Dutch Royal House Lưu trữ ngày 9 tháng 2 năm 2008 tại Wayback Machine (English version)
- Fan site containing images of the wedding of Prince Constantijn and Princess Laurentien